# Aproximant lateral alveolar

## Aproximant lateral alveolar sonora
La consonant aproximant lateral alveolar sonora o lateral aproximant alveolar sonora és un fonema que es representa com a [l] en l'Alfabet Fonètic Internacional (AFI), és a dir, la lletra ela minúscula. És present a la majoria d'idiomes actuals.